# クランピング

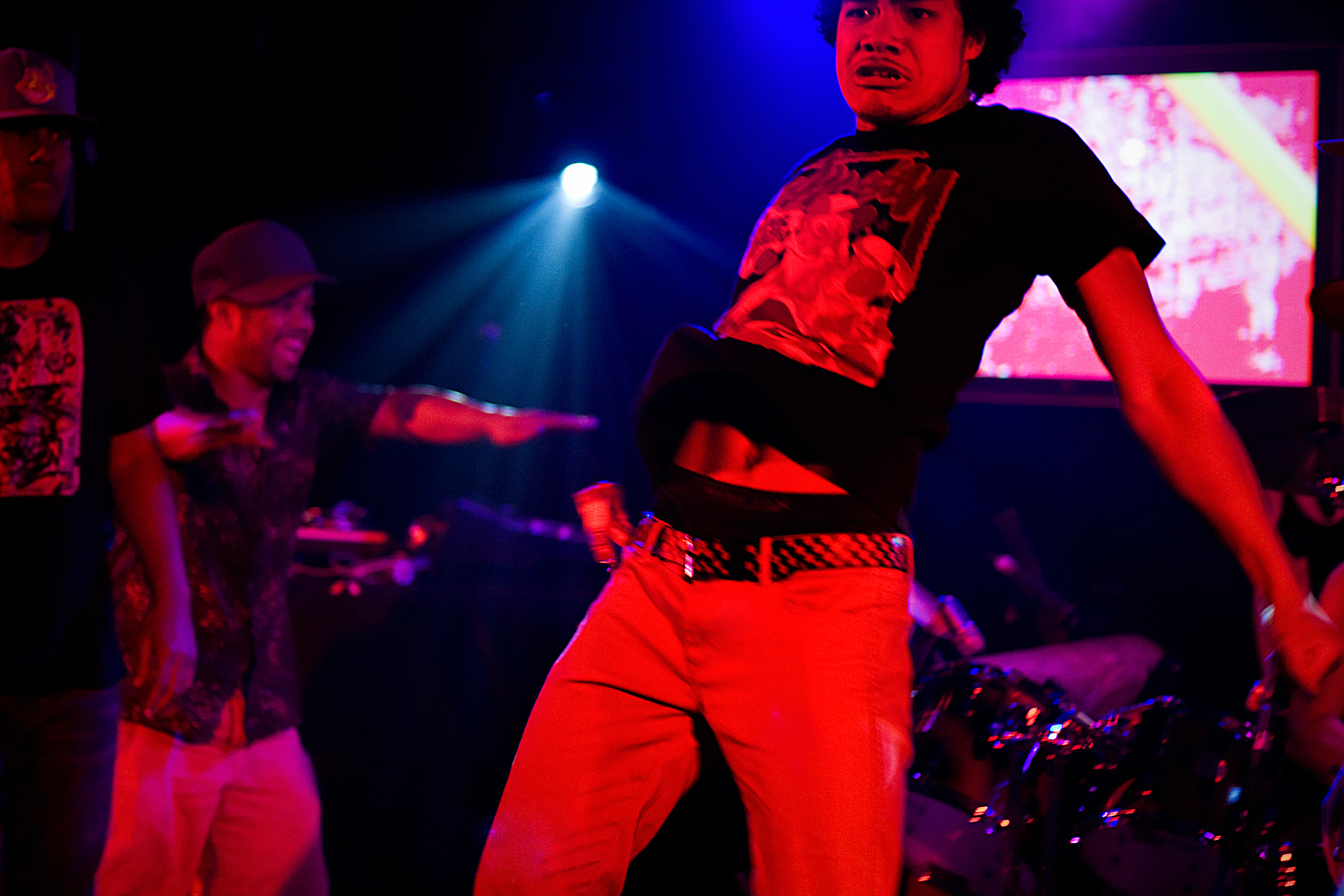
オーストラリアのクランピングダンサー

クランピング（Krumping）はアメリカ合衆国のストリートダンスの一つである。別名、クラウニング、クラウン・ダンシングとも呼ばれている。

## 概要
正式名称は「Kingdom Radically Uplifted Mighty Praise」で、その頭文字を取って「KRUMP」となる。発祥はロサンゼルス南部とされており、ストリートで頻繁に発生する抗争や暴力を、ダンスに取って代えることで解消しようという運動から発生したダンスである。そのため、背景にはクリスチャン的な要素もいくつか絡んでいる。ダンサーは奇抜なフェイスペインティング（多くの場合は、道化師をモチーフとしている）を施す場合が多い。道化師のフェイスペイントを最初に行ったダンサーは、1992年に活動を始めたトーマス・ジョンソンとされており、「トミー・ザ・クラウン（Tommy the Clown）」のステージネームで活躍していた。クランピングが生まれた当時は、ロス界隈の非常に小規模なムーヴメントだったが、徐々に全米、そして世界へと浸透していき、ケミカル・ブラザーズを初めとする、多くの有名アーティストのミュージック・ビデオに登場するまでに広がりを見せている。

## スタイル
数あるストリートダンスの中でも、特に激しく挑発的なダンスとされており、「ストンプ（足を踏み鳴らす）」、「チェストポップ（胸を突き出す）」、「アームスイング（腕を振り下ろす）」がベースの動きである。複数のダンサーを交えての、セッション・バトル形式で行われることが多い。
エナジーや感情などを表現するダンスであるため、全身を大きく使ったアグレッシブでパワフルな動きが特徴とされる。しかし、今や、かつての攻撃的なダンスというイメージから、感情や心の叫びを込めて踊る、表現的で自由なダンスとして確立され、日々クリエイトされてきたKRUMPは、様々なジャンルのダンス要素を含んだ究極の自己表現 且つ オリジナルなスタイルへと進化を遂げている。パワー・エナジー・創造力・発想・キャラクターなど、自分のライフスタイルや生き様を思い切りぶつけ、感じたままを魅せるのがKRUMPである。